# 三套车卡
三套车卡（俄語：Транспортная карта "Тройка"，羅馬化：Transportnaya karta "Troyka"，三套车意思是“由三匹马拉着的马车或者马拉爬犁”，译名来自于同名的俄罗斯歌曲"Тройка"的中文译名“三套车”）是莫斯科市发行的一种储值型电子交通卡，被广泛使用在莫斯科地铁和莫斯科公交系统中用于支付交通费用，也可用于购买特列季亚科夫画廊和莫斯科动物园等场馆的门票。它于2013年4月2日在莫斯科推出，是莫斯科新的交通旅游票务项目的核心组成部分。

## 一般特征

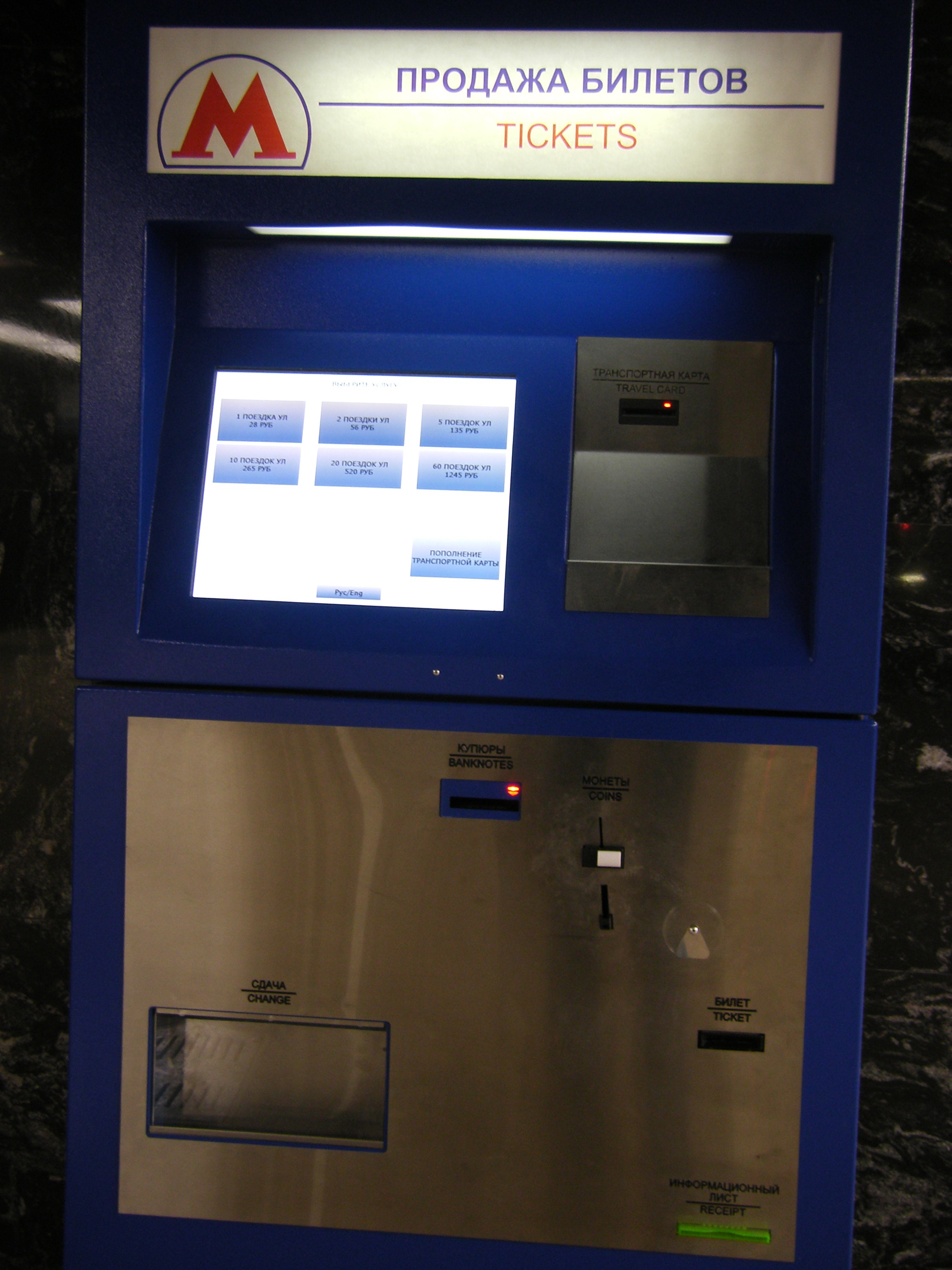
莫斯科地铁的自动充值机器，可以对三套车卡进行充值

三套车卡是一个非接触式电子卡，采用了MIFARE公司的2k pkus加密技术用于储值交通费；基本上是一个交通电子钱包。

### 用途
在莫斯科，三套车卡有以下的用途：
- 减少每一个旅客因购买交通卡（注：在莫斯科所有公交系统车票都是以单次统一票形式发售）而排队所耗费的时间；
- 建立一个可以用于所有运输模式的统一电子票证，因为现有的莫斯科交通统一票不能乘坐通勤铁路等交通工具。

莫斯科交通局局长马克西姆·利克苏托夫，在第一种交通卡草样推出的时候认为，三套车卡未来会取代现有的单次统一票。在这方面，相较于其他较小数额定价的其他车票（如次数限制较少的统一票以及90分钟票），三套车卡作为一种低成本的电子帐户卡，2014年这方面的使用量明显增加。

### 三套车卡的功能
三套车卡是通过莫斯科地铁和莫斯科公共交通公司的自动售票机或者人工窗口进行发售，购买单张三套车卡最低要支付50卢布，在乘坐地铁或者公交车一次最低消费是36卢布（2018年2月起）。当你购买的非个性化的版本的三套车卡的时候，不需要提高提供身份证明。但是，这也就意味着在你的三套车卡丢失的时候是没有办法进行挂失或补办的。在将来，持卡者可以通过莫斯科城市交通运输公司的自动售票机和以及地铁售票窗口，可以在三套车卡的帐户上支付数额为1到3000卢布的押金，或选择退卡（在这种条件下押金可以退回），退卡时，距离最后一次充值的5年以内的卡上余额，将不会被清零。
莫斯科市相关部门曾计划发行可以绑定到手机号码的个性化版本三套车卡。在普通三套车卡刚刚面市的时候，发行绑定式三套车卡，或者将现有三套车卡与手机号码绑定，几乎立即得到发行方的承诺。起初，计划于2013年9月可以把手机号码绑定到三套车卡号上，后来又多次推迟——2014年，2015年和2016年。截至2018年11月，这种可能性尚未实现。
莫斯科的交通部门逐渐扩大三套车卡的可使用范围，且不受机构的限制。在2015年，三套车卡发行可以用于支付莫斯科动物园和莫斯科的天文馆的月球星系馆的门票的多用途卡。在动物园入口的自动检票机上，如果使用三套车卡进行刷卡支付，门票费用将直接从三套车卡的余额中扣除。2015年12月29日和2016年1月3日，三套车卡可以分别在高尔基公园和国民经济成就展览馆的检票机上进行支付。

### 覆盖范围
在莫斯科市，三套车卡存在两个收费区域：区域А，包括"老的"莫斯科（莫斯科环城公路之内的莫斯科主城区）和新莫斯科行政区；B区包括特罗伊茨克行政区、泽列诺格勒行政区和莫斯科自由贸易区。
三套车卡只能使用于A区或者B区，这两个区域之内的交通工具内，不可以用使用于跨A区和B区之间的通勤交通公交工具（如公交和通勤铁路）。在每一个独立的使用的区域之上，通过三套车卡所进行的单次交通消费，都会记录到卡上。

### 发卡数量
截至2013年4月5日，4万多张卡片被旅客所购买；到2013年7月31日，销售了超过40万张卡片，到了7月30日发卡的数量超过60万。根据《莫斯科共青团员报》的报道，销售数量急剧增加的原因可能与新功能的引入有关：能够使用在通勤铁路上，以及可以替代用于ТАТ车票（即有轨电车、公共汽车和无轨电车组成的联合交通系统车票，俄语全称：транспортный билет для троллейбуса, автобуса и трамая，下文中所有的ТАТ代指这一种联合车票）和统一票的支付。
截至2017年2月，根据三套车卡的官方网站的统计超过950万张三套车卡被销售给了旅客。

## 当前的运价和价格
在2013年，莫斯科市交通局表示，三套车卡的基本费用不会更高，而且比其他种类的车票更加便宜。直到2015年1月30日，三套车卡的基本费率并没有上升。与此同时，在2013年至2015年，B区域的两日统一票的价格从全价的20%（B区公交和“90分钟免费换乘卡”）上涨至全价的60-66的%（达到和统一一样的水平）。但是在2015年，三套车卡的基本的运价平均增加2-3卢布（相当于全价的3-7%）。2014年无论莫斯科交通局宣布的上涨的票价如何，莫斯科机场快线的票价不做调整。

### 基本费率
使用三套车卡在地铁、单轨列车或地面运输（公交车、有轨电车和无轨电车），每次票价38卢布，在90分钟之内在公共交通和地铁之间换乘，票价为60卢布。从2014年12月5日，在机场快线执行标准运价。
| 交通卡种类                           | 运价    | 节约资金                                                      | 发行时间     | 最近的调价   |
| ------------------------------------ | ------- | ------------------------------------------------------------- | ------------ | ------------ |
| "统一卡消费" (地铁+单轨+环铁+热换乘) | 38卢布  | 22卢布每次乘坐(比统一票1次),4卢布(相比B区1月)                 | 2013年4月2日 | 2018年1月2日 |
| "90分钟"                             | 60卢布  | 90分钟票的直购型纸票被取消了。                                | 2013年6月1日 | 2016年5月2日 |
| 莫斯科机场快线                       | 500卢布 | 无优惠（若通过手机应用程序购买，或者在官网购买费用为420卢布） | 2014年5月4日 | 2015年6月1日 |

三套车卡本身采用对于乘客取消最优惠的运费。例如，如果持卡人通过地铁出行，在地铁的记录上会扣除38卢布。然后在90分钟内进行换乘地面交通工具，账户中不会扣除38卢布，而是20卢布（这个是90分钟卡给予的优惠价格），在进站后90分钟内，通过地面进行地铁换乘（即在某一地铁站出站，在邻居的地铁站二次进站换乘）是免费的。

### 预定其他种类车票
三套车卡根据需要可以随意预定其他任何一种其他类型的交通卡，例如不限次数的ТАТ、统一和90分钟票。不限制距离的ТАТ、统一票和90分钟票，以及俄铁集团和中央城铁的通勤火车月票。
在这之前，转换成ТАТ票，或者通勤火车的月票，如果交通卡是在2013年9月20日之前所购买，那么持卡人就得必须去购买新的交通卡。持卡人应当通过拥有万事达卡Pay Pass功能的自动售票机，或者莫斯科地铁的人工窗口，对三套车卡进行充值，同时更换三套车卡并进行新卡充值。
当你更换了新的三套车卡以后，持卡人可以在售票窗口去“转换”所需的票。但是，三套车卡不允许通过已经存入账户里面的资金去支付车票票款。由于这个原因，尽管事实上，持卡人的余额十分充足，但是仍无法使用余额去购买车票。同时，由于该卡的这一功能，乘客总是有机会通过三套车卡，直接在进站闸机处刷卡而去逃票，即使超出了预定的月票的里程范围，或者其有效期已经过期。

#### 预定统一票、90分钟票和ТАТ票

##### 通过三套车卡可预定的车票及车票所属地区
除了每月70次的定额月票以外所有的统一卡，以及通过莫斯科地铁售票处、莫斯科公共交通运输公司的自动售票机出售的90分钟票，都可以用三套车卡通过和俄罗斯莫斯科信贷银行发行的《电子卡》，以及配备有NFC芯片终端（手机的NFC芯片必须支持Mifare Classic技术）的移动电话的帮助下，进行转换。由莫斯科信贷银行开发的移动应用程序“我的旅行卡”适用于Android和Windows Phone平台，利用应用程序上的银行卡进行线上支付进行三套车卡和别的车票的转换。“我的旅行卡”应用程序可以转录菜单中的几乎所有票，以及对三套车卡进行充值（不少于150卢布）。还可以通过下载“莫斯科地铁”应用程序，可以转换任何数量的卡，以及激活远程补给（即，在地铁站内的黄色信息终端）。
在其卡上，业主可以在配备有编码设备的莫斯科公共交通公司的自动售票亭中“转换”所有类型的TAT和统一票。什么样的门票可以“记录”在三套车卡上，有效期和有关票的信息可以在下面的列表中找到（费率标准截止至2019年1月2日）：
| 车票类型            | 乘车次数或者可用乘车时间 | 金额（单位：卢布） | 有效期                           | 注释 |
| ------------------- | ------------------------ | ------------------ | -------------------------------- | --- |
| 统一票 (次数卡)     | 一次票                   | 55                 | 5天以内，从起售之日开始计算      | 有效范围包括莫斯科市区全境，可以使用所有地面交通工具（含公交、有轨电车和无轨电车）使用，但是不可以在他们内部或者他们之间换乘。可以在地铁、单轨和中央环线使用，允许在第一次进站以后90分钟内进行免费换乘。. |
| 统一票 (次数卡)     | 2次票                    | 110                | 5天以内，从起售之日开始计算      | 有效范围包括莫斯科市区全境，可以使用所有地面交通工具（含公交、有轨电车和无轨电车）使用，但是不可以在他们内部或者他们之间换乘。可以在地铁、单轨和中央环线使用，允许在第一次进站以后90分钟内进行免费换乘。. |
| 统一票 (次数卡)     | 60次票                   | 1900               | 45天以内，从起售之日开始计算     | 有效范围包括莫斯科市区全境，可以使用所有地面交通工具（含公交、有轨电车和无轨电车）使用，但是不可以在他们内部或者他们之间换乘。可以在地铁、单轨和中央环线使用，允许在第一次进站以后90分钟内进行免费换乘。. |
| 统一票 (时间计价卡) | 单日票                   | 230                | 必须在首次充值后10日以内开始使用 | 在有效期范围内可不限次乘坐地铁、单轨、中央环线和在A区和泽列诺格勒行政区范围内的全部地面交通工具。 |
| 统一票 (时间计价卡) | 3日票                    | 438                | 必须在首次充值后10日以内开始使用 | 在有效期范围内可不限次乘坐地铁、单轨、中央环线和在A区和泽列诺格勒行政区范围内的全部地面交通工具。 |
| 统一票 (时间计价卡) | 30日票                   | 2,170              | 从充值之日开始计算               | 在有效期范围内可不限次乘坐地铁、单轨、中央环线和在A区和泽列诺格勒行政区范围内的全部地面交通工具。 |
| 统一票 (时间计价卡) | 90天票                   | 5,430              | 从充值之日开始计算               | 在有效期范围内可不限次乘坐地铁、单轨、中央环线和在A区和泽列诺格勒行政区范围内的全部地面交通工具。 |
| 统一票 (时间计价卡) | 365天票（年票）          | 19,500             | 从充值之日开始计算               | 在有效期范围内可不限次乘坐地铁、单轨、中央环线和在A区和泽列诺格勒行政区范围内的全部地面交通工具。 |
| ТАТ                 | 30天票                   | 1,140              | 从充值之日开始计算               | 在有效期范围内可不限次乘坐在A区和泽列诺格勒行政区范围内的全部地面交通工具。 |
| 在B区内的公交车     | 单次票                   | 45                 | 5天以内，从起售之日开始计算      | 单次乘坐在B区内公交车（不支持换乘）或者前往B区的摆渡车。 |
| 在B区内的公交车     | 30天                     | 1,140              | 从起售之日开始计算               | 不限次次乘坐在B区内公交车或者前往B区的摆渡车。 |

##### 票证一致性原则
持票人可以预定任何数量的统一票和ТАТ。但是由于技术上的原因，如果在他的ТАТ是从三套车卡上转换来的，他不能在三套车卡上转换成90分钟的票，反之亦然。持票人在没有车票的情况下，TAT和单日票可以自动转换成90分钟的无限数量的门票。这是因为在三套车卡里除了基本的（通用）算法之外还有一定的程序来计算新算法：
1. 去转换地铁或单轨，是否有统一票或是90分钟票那种机制？
- 如果有，那么预定后的车票打孔。
- 如果没有。  按照基本费率收费——车费中从账户余额中予以扣除。

2.公共地面交通之间的换乘（A区+泽列诺格勒地区）的问题：
- 如果是，那么预定后的车票打孔
- 若不是，但这张卡里面还有转换过的统一票

- 如果是，同样打孔
- 如果不是，按照基本费率收费——车费中从账户余额中予以扣除。

2.公共地面交通之间的换乘（B区+泽列诺格勒地区）的问题：
- 如果是，那么预定后的车票打孔
- 若不是，但这张卡里面还有转换过的统一票
- 如果是，同样打孔
- 如果不是，按照基本费率收费——车费中从账户余额中予以扣除。。

这样的算法不适用莫斯科城市交通运输公司的通勤铁路，因为在三套车卡没有替代相应的电子票率。
因此，如果有一个统一票或者90分钟票，三套车卡将记录持票人在地铁和地面公共交通工具的记录。 如果记录统一票或者ТАТ，那么三套车卡将按照统一票在地铁和单轨铁路上记录，在车、公共汽车和有轨电车按照ТАТ记录.
如果在卡中许多的票是的同一类型，它们就会被视为预定。
例如，如果有多张相同类型的卡被预定在卡上，则它们按“记录”顺序进行操作。
例如，车主在三套车卡中记录了两次统一票，共六十次。他在85天内花了一张票。这并不意味着还有5天的时间使用第二张票。这意味着，从第一张票的结束时刻起，第二张票的行动开始，并且有效期不是5日，而是使用第二张票的90日。在这种“保留”状态下，票可以不超过180天，之后票作废。同时，卡上不能有两张以上相同的门票。例如，车主在三套车中记录了两次单日票，共六十次。这意味着只有当他完全使用第一张（或过期）时，他才能够写出第三张相同的票。

#### 三套车卡预定成通勤铁路月票
在三套车卡上同样可以预定通勤列车的月票：
- 2013年9月20日起——中央城铁的月票可以不限不限次数订购
- 2014年8月起——中央城铁地区特快列车可用卡内余额支付一次
- 2014年10月3日起——中央城铁的普通列车车票可用卡内余额支付1至2次[22]

| 出行时间                                          | 有效范围 |
| ------------------------------------------------- | --- |
| 日常票                                            | 1月（包括地面公交系统“大莫斯科”，“我的莫斯科州”所属车辆），2至12个月（没有折扣或者返还） 的5、10、15、20、25日 |
| 在工作日                                          | 10、15、20、25、30、60、90、120、160、180、360 天                                                              |
| 一个周末票(星期五到周一 节假日前，假日和节后一天) | 1个月 |
| 在某些日期                                        | 一个月内的选定的日期                                                                                           |

这些票可以在俄铁集团或者中央城铁的窗口购买，也可以通过自动售票机上预售。三套车卡可以预定一个最长的有效日期和最长有效里程的月票。 乘客有权通过季票出行，并且可以在所限定的区域内的任何一站自由出入。例如，如果通过往返莫斯科与普什金诺的月票，是可以进出梅季希的。车票可以购买之日起一个月内使用。 与其他交通卡相同，三套车卡的换乘通道时间（重新进站或者重新站内换乘）等于40分钟。
现在在三套车卡上计算不限次月票的次数，只有在俄铁集团的窗口中可以。 未来在中央城铁的机器中可以显示出来。

## 修改

### "五套车卡"

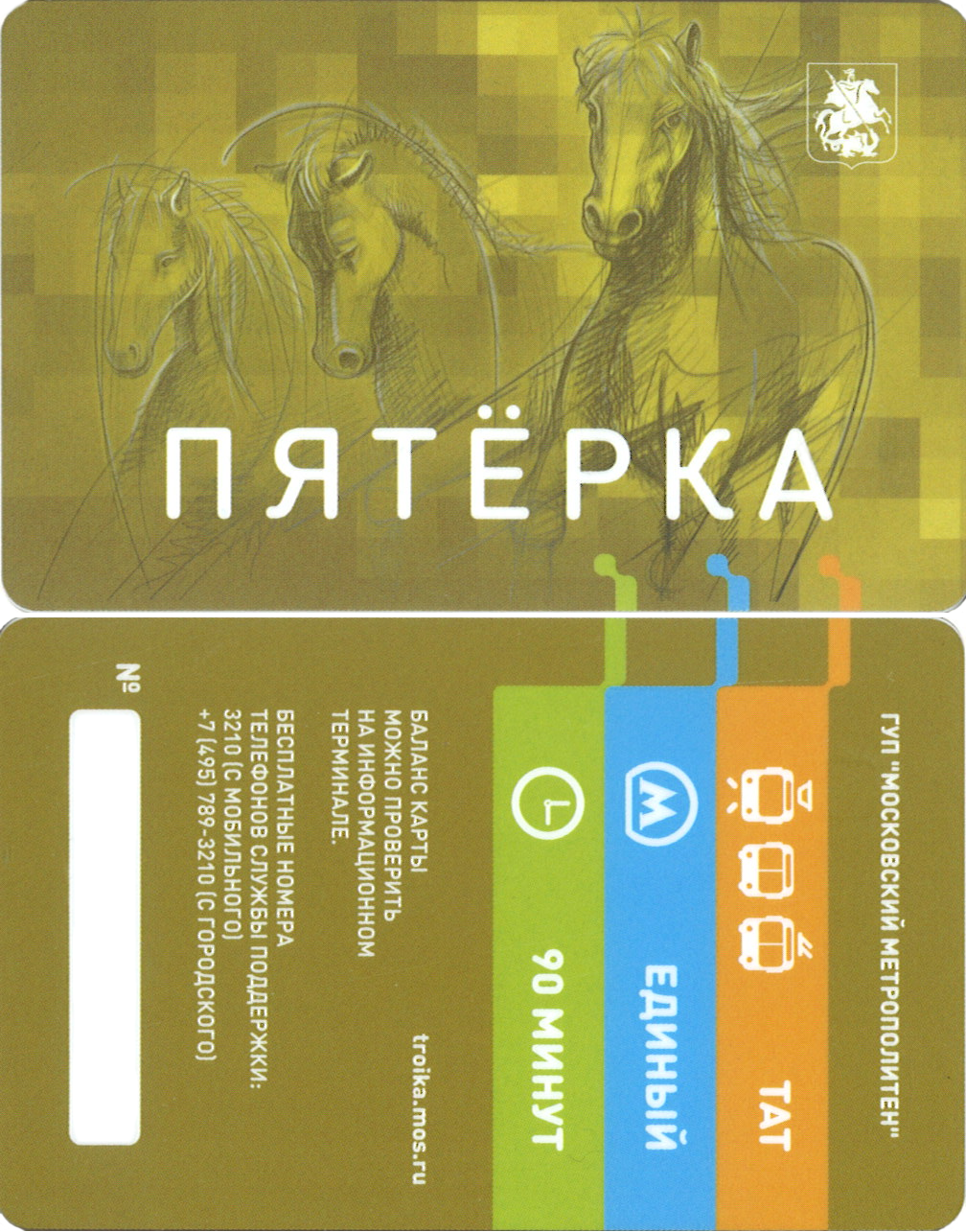
卡外观(正面和反面)

五套车卡——电子钱包卡片，功能与三套车卡相似，发放给全日制大学的一年级学生。
五套车卡在2013年十月由莫斯科市长谢尔盖·谢苗诺维奇·索比亚宁在莫斯科交通局发布，并分发给在莫斯科高等院校的大一新生。三套车卡用一个信封包装，在信封的正面刻着“2013——新大学生”以及五套车卡的图案。2013年3月五套车卡开始试运行，在此期间它的统一卡在所有模式的公共运输都暂时取消了次数限制。2014年10月，当试用期结束该卡不在发放，还在有效期的五套车卡开始逐步被三套车卡取代。

### 三套车卡和箭卡的混合卡
2016年二月，一种混合了莫斯科市三套车卡和莫斯科州箭卡的混合交通卡发行，一种是可以在莫斯科州使用的三套车卡，另一种是可以站莫斯科市使用的箭卡。两种都可以选择在莫斯科州或者莫斯科市使用，包括通勤火车、以及公共汽车、有轨电车、无轨电车、莫斯科地铁（含单轨和环铁）和承运人属于莫斯科公共交通公司的出租车。

### 钥匙扣
在2016年，有效期为90天的统一票转换为三套车卡的同时，赠送“三驾马车”钥匙扣。钥匙链的功能与经典的三套车卡的功能相同，这个小饰品限量发行。
自2017年3月这种三套车钥匙扣可在柜台“直接沟通”到“巴维列茨火车站”站莫斯科河畔线，“阿尔巴特”阿尔巴特—波克罗夫卡线，“革命广场”和“普希金”近纪念品商店购买。成本是300卢布，出行余额是不包括在这个数额，是分开计算的。还制作了联合品牌的“三套车—箭卡”小饰品，花费350卢布。钥匙扣只在莫斯科地铁的售票处充值。

### 三套车卡和车前草卡的混合卡
2017年6月2日，莫斯科和圣彼得堡的交通部门实施了一个项目，将三套车卡与圣彼得堡车前草卡的交通卡联合起来。使用法与莫斯科州的箭卡一样，两个修改版本已经发布，其中三套车卡或车前草卡是主卡，另一个是额外的电子钱包，用于支付对方城市的交通运输费用。但是，与此同时，圣彼得堡地铁的进站大厅中存在一些使用对于交通卡次数使用限制的检票机，使得这种混合形式的交通卡的使用存在技术限制，（在含有这种限制次数的检票机的进站大厅时，使用混合卡只能够通过第二号检票机或者第三号检票机进站乘车）在这情况下，无论乘车人是否持有圣彼得堡的自由通行证，都必须进行验票检查。

## 缺点
- 最大的一个缺点是不可以直接充当通勤铁路的乘车凭证，若使用三套车卡作为进出车站的乘车凭证，必须提前在卡上预定通勤铁路的车票，在区间内上下车。也就是说，在某些情况下三套车卡的余额是不平衡的，在余额充足的情况下不能够作为某些通勤火车车票来使用，而只能用于基本运输消费（也就是地铁、公交车、有轨电车和无轨电车车票）。严格地说，这不是一个故障的卡，这是他的基本缺陷。但是，这一错误根部本不是由于三套车卡本身所造成的，这个严重缺陷从侧面反应出俄铁集团和中央城际铁路公司的通勤铁路售票系统具有严重的问题，缺乏城际列车在三套车卡等交通卡上的分段计价机制。[7][28]
- 在莫斯科地铁里面，自动售票机只能对现有的三套车卡进行充值，而查询购票记录或者预定其他车票只能的通过现金从窗口中购买，或从含有ICD或者JCB技术的终端中去购买。[29]
- 当资金的卡通过互联网，资金自动转到你的信用卡帐户，并用只有在基本票价"电子钱包"才能使用。然而，在一个移动应用程序"我的顾客"莫斯科银行的这种缺点已经消除。[28]
- 三套车卡暂时还不能绑定手机或者其他有证件，用于挂失及补办。原本应该在2013年发卡之初就应当实现的基本目标一次又一次被推迟，直到现在仍没有实现。[10] [30]
- 在线实施异地储蓄失败：如果想要进行异地储蓄，乘客还需要在地铁站通过黄色信息终端进行操作。通过企业合作伙伴安装的终端，才能逐步消除问题，同时机器可用于预定其他车票和充值三套车卡，以及开通网上应用程序。远程充值交通卡可能需要借助移动应用程序“我的旅行”（在这种情况下，它能够借助于电话，而不是NFC的卡片，使用地铁的黄色信息终端，以及手机的全NFC芯片）来进行，使用该服务的公共服务。大多数客户的银行，以及通过用户的移动电话发送短信息到3210来完成三套车卡的注销作业。莫斯科地铁的应用程序也能够充值三套车卡，和黄色终端的工作原理一样，输入任意数字完成对交通卡的充值，也就是说从网站启用远程充值。[29]

## 其他城市类似的交通卡
在世界各地，许多城市都具有较大的运输系统，都有类似三套车卡这样的交通卡：

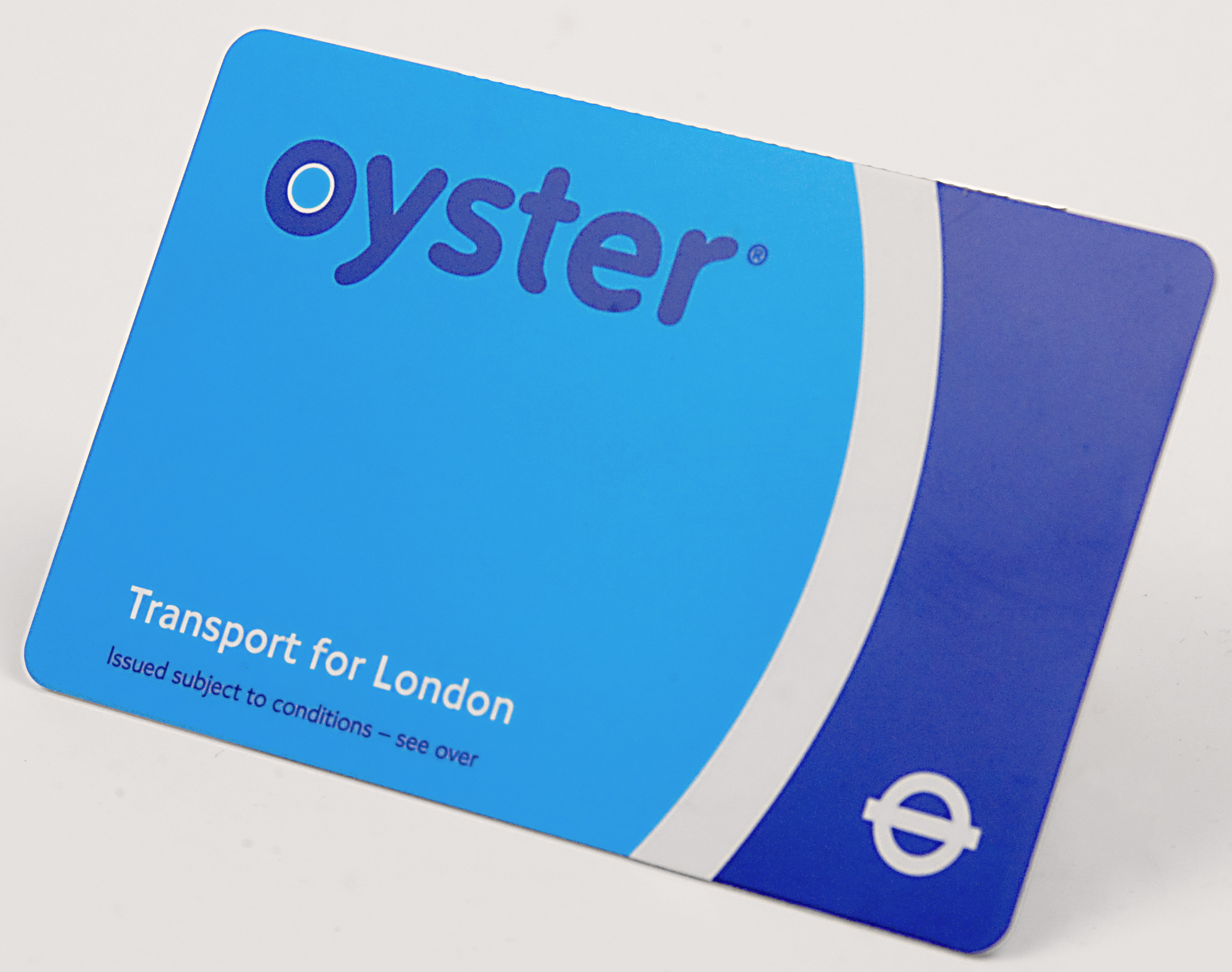
伦敦的交通卡——蠔卡

- 俄罗斯：
  - 莫斯科州箭卡
  - 圣彼得堡车前草卡
  - 新西伯利亚金冠卡
  - 叶卡捷琳堡叶卡
  - 伏尔加格勒浪花卡
  - 梁赞[31]乌木卡[32]
- 英国伦敦蠔卡伦敦的交通卡——蠔卡
- 葡萄牙里斯本維斯瓦卡（葡萄牙語：Cartão 7 Colinas/Viva Viagem）
- 美国纽约OMNY
- 日本东京[i 10]Suica、PASMO
- 韩国首尔T-money
- 中国大陆
  - 北京市北京市政交通一卡通
  - 天津市天津城市一卡通
  - 上海市上海公共交通卡
  - 江苏省江苏交通一卡通
    - 南京市金陵通、南京市民卡
    - 无锡市无锡太湖交通卡
    - 苏州市苏州通

  - 河南省
    - 郑州市绿城通

  - 湖北省
    - 武汉市武汉通

  - 广东省岭南通
    - 广州市羊城通
    - 深圳市深圳通
    - 湛江市湛江通

  - 香港特别行政区八达通
  - 澳门特别行政区澳门通
- 土耳其伊斯坦布尔伊斯坦堡卡
- 格鲁吉亚第比利斯MetroMoney